# اورتا-استال
اورتا-استال (به لاتین: Orta-Stal) یک منطقهٔ مسکونی در روسیه است که در داغستان واقع شده‌است.